# Cora Sandel
Cora Sandel, pseudonimo di Sara Cecilia Görvell Fabricius (Oslo, 20 dicembre 1880 – Uppsala, 3 aprile 1974), è stata una scrittrice e pittrice norvegese.
Le sue opere più famose sono i suoi romanzi meglio conosciuti come Trilogia Alberta.

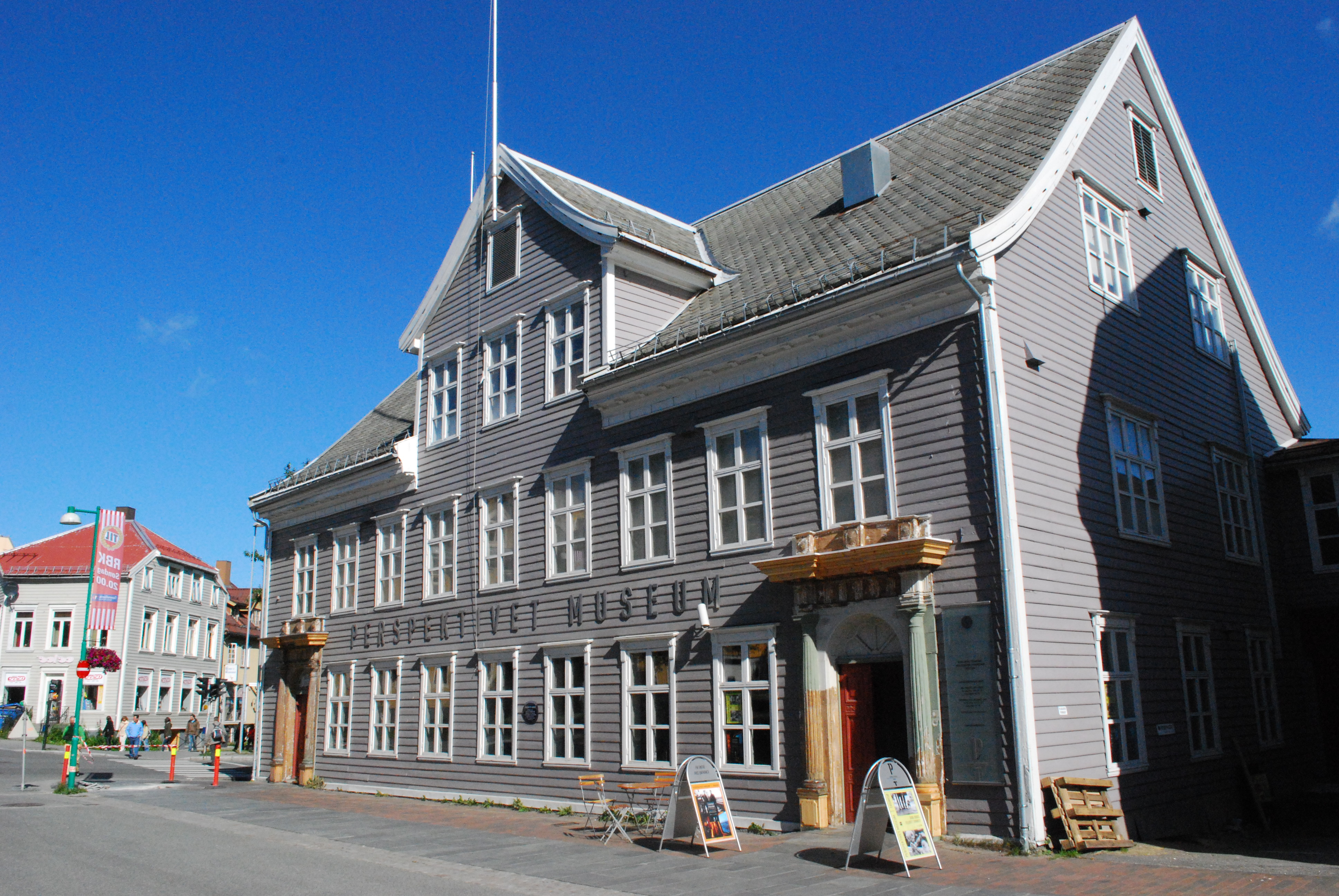
Museo Perspektivet a Tromsø

## Biografia
Sara Cecilia Görvell Fabricius nacque a Cristiania (ora Oslo), in Norvegia. I suoi genitori erano Jens Schow Fabricius (1839 -1910) e Anna Margareta Greger (1858 -1903). Quando aveva 12 anni la sua famiglia si trasferì a Tromsø dove suo padre fu nominato comandante navale. Stabilirono la residenza in una casa in affitto dall'imprenditore locale Johan Henrik Rye Holmboe.
Cora Sandel iniziò a dipingere sotto la guida di Harriet Backer (1845-1932) e all'età di 25 anni si trasferì a Parigi per sviluppare le sue capacità artistiche. Visse tra la colonia di artisti scandinavi a Parigi dal 1906 al 1921. Nel 1913 sposò lo scultore svedese Anders Jönsson (1883-1965) con il quale ebbe un figlio. Nel 1921 la famiglia tornò in Svezia, dove la coppia si separò nel 1922. Il divorzio fu ultimato nel 1926.
Durante i suoi anni a Parigi la Sandel contribuì a sostenere la famiglia con racconti e schizzi pubblicati in Norvegia. Tuttavia il suo primo romanzo, nonché primo tomo nella trilogia Alberte e Jakob, non fu pubblicato prima del 1926 quando la Sandel aveva 46 anni. Iniziò così la trilogia semi-autobiografica dell'Alberta. La Sandel usò molti elementi della sua vita e delle sue esperienze nelle sue storie, che spesso si concentrano sulle lotte spirituali e sociali delle donne emarginate dai rigidi confini della società del XIX secolo. La trilogia di Alberta traccia lo sviluppo emotivo della protagonista giustapposto con gli uomini nella sua cerchia sociale: da bambina, suo fratello Jacob, e amanti e colleghi artisti da ragazza a Parigi. Grazie a questi romanzi si guadagnò un posto immediato nel canone scandinavo, ma fu solo negli anni '60 che la Sandel, che viveva tranquillamente in Svezia, fu scoperta dal pubblico di lingua inglese.
Nonostante il suo grande successo letterario, rimase nascosta dietro il suo pseudonimo e visse una vita piuttosto isolata. Visse in Svezia e visitò periodicamente la Norvegia. Fu insignita dell'Ordine reale norvegese di Sant'Olav nel 1957. Morì nel 1970 a Uppsala, in Svezia.
Mackgården, la sua ex casa a Tromsø, fu costruita nel 1838. Oggi ospita il Museo Perspektivet che è stato istituito nel 1996 per consolidare le collezioni del Troms Folkemuseum e del museo di Tromsø.

## Opere selezionate
- Alberte og Jakob, romanzo ("Alberta e Jacob", 1926, tr. 1962)
- En blå sofa, collezione di racconti ("Un divano blu", 1927)
- Alberte og friheten, romanzo ("Alberta e la libertà", 1931, tr. 1963)
- Carmen og Maja, raccolta di racconti ("Carmen e Maja", 1932)
- Mange takk, doktor, raccolta di racconti ("Tante grazie, Dottore", 1935)
- Bare Alberte, romanzo ("Alberta sola", 1939, tr. 1965)
- Dyr jeg har kjent, collezione di racconti ("Animali che ho conosciuto", 1945)
- Kranes konditori, romanzo ("Krane Café", 1945-1946, tr. 1968)
- Figurer på mørk bunn, collezione di racconti ("Figure su uno sfondo scuro", 1949)
- Traduzione di Colette La Vagabonde (1952)
- Kjøp ikke Dondi, romanzo ("Non comprare Dondi", 1958, tr. 1960 come "La sanguisuga")
- Vårt vanskelige liv, raccolta di racconti ("La nostra vita difficile", 1960)
- Barnet som elsket veier, raccolta di racconti con opere d'arte ("Il ragazzo che amava le strade", 1973)

## Premi
- Gyldendal's Endowment - 1937